# Кубок Литви з футболу 2004
Кубок Литви з футболу 2004 — 16-й розіграш кубкового футбольного турніру в Литві. Титул вдруге здобув Каунас.

## Календар
| Раунд      | Дата                      | Матчі | Клуби  |
| ---------- | ------------------------- | ----- | ------ |
| 1/8 фіналу | 12 травня - 5 червня 2004 | 16    | 16 → 8 |
| 1/4 фіналу | 23 червня - 4 серпня 2004 | 8     | 8 → 4  |
| 1/2 фіналу | 15/29 вересня 2004        | 4     | 4 → 2  |
| Фінал      | 27 жовтня 2004            | 1     | 2 → 1  |

## 1/8 фіналу
| Команда 1               | Заг. | Команда 2                | 1-й матч | 2-й матч |
| ----------------------- | ---- | ------------------------ | -------- | -------- |
| 12/26 травня 2004       |      |                          |          |          |
| Каунас                  | 21:0 | Родовітас (Клайпеда) (2) | 15:0     | 6:0      |
| Екранас                 | 11:0 | Полонія (Вільнюс) (2)    | 8:0      | 3:0      |
| Ветра                   | 4:1  | Шяуляй (2)               | 1:1      | 3:0      |
| Атлантас                | 8:0  | Ветра-2 (2)              | 5:0      | 3:0      |
| Вільнюс                 | 4:3  | Бабрунгас (Плунге) (2)   | 3:1      | 1:2      |
| 12 травня/5 червня 2004 |      |                          |          |          |
| Жальгіріс (Вільнюс)     | 4:2  | Гележініс вілкас (2)     | 3:0      | 1:2      |
| 19/26 травня 2004       |      |                          |          |          |
| Судува                  | 4:1  | Атлетас (Каунас) (2)     | 3:1      | 1:0      |
| 27 травня/5 червня 2004 |      |                          |          |          |
| Шилуте                  | 3:1  | Кауно Єгеряй (2)         | 2:0      | 1:1      |

## 1/4 фіналу
| Команда 1               | Заг. | Команда 2           | 1-й матч | 2-й матч |
| ----------------------- | ---- | ------------------- | -------- | -------- |
| 23/30 червня 2004       |      |                     |          |          |
| Екранас                 | 2:3  | Каунас              | 1:1      | 1:2 дч   |
| Вільнюс                 | 2:6  | Жальгіріс (Вільнюс) | 0:2      | 2:4      |
| 23 червня/4 серпня 2004 |      |                     |          |          |
| Шилуте                  | 1:2  | Ветра               | 1:1      | 0:1      |
| 30 червня/7 липня 2004  |      |                     |          |          |
| Атлантас                | 6:4  | Судува              | 3:2      | 3:2      |

## 1/2 фіналу
| Команда 1           | Заг.         | Команда 2 | 1-й матч | 2-й матч |
| ------------------- | ------------ | --------- | -------- | -------- |
| 15/29 вересня 2004  |              |           |          |          |
| Жальгіріс (Вільнюс) | 1:2          | Атлантас  | 1:0      | 0:2      |
| Каунас              | 1:1 пен. 4:3 | Ветра     | 1:0      | 0:1 дч   |

## Фінал
| 27 жовтня 2004 |

| Каунас | 0:0 дч   | Атлантас |
| ------ | -------- | -------- |
|        | Протокол |          |

| Савівальдібе, Шяуляй Глядачів: 500 Арбітр: Паулюс Малжинскас |

|                                                        |     | Пенальті                                              |  |
| Велічка · Бенюшис · Подерис · Івашкевічюс · Кшанавичюс | 2:1 | Пілібайтіс · Барткус · Лаурішас · Лабукас · Алундеріс |  |